# Otto Koivula
Otto Koivula, född 1 september 1998, är en finländsk professionell ishockeyforward som är kontrakterad till New York Islanders i National Hockey League (NHL) och spelar för Bridgeport Sound Tigers i American Hockey League (AHL). Han har tidigare spelat för Ilves i Liiga.
Koivula draftades av New York Islanders i fjärde rundan i 2016 års draft som 120:e spelaren totalt.

## Statistik
| 2015–2016    | Ilves                   | Liiga        | 1   | 0  | 0  | 0  | 0  | —  | — | — | — | — |
| 2016–2017    | Ilves                   | Liiga        | 50  | 10 | 20 | 30 | 6  | 10 | 2 | 3 | 5 | 2 |
| 2017–2018    | Ilves                   | Liiga        | 53  | 9  | 18 | 27 | 24 | —  | — | — | — | — |
| 2018–2019    | Bridgeport Sound Tigers | AHL          | 69  | 21 | 25 | 46 | 28 | 5  | 0 | 2 | 2 | 0 |
| 2019–2020    | New York Islanders      | NHL          | 1   | 0  | 0  | 0  | 0  | —  | — | — | — | — |
|              | Bridgeport Sound Tigers | AHL          | 10  | 2  | 3  | 5  | 4  | —  | — | — | — | — |
| NHL totalt   | NHL totalt              | NHL totalt   | 1   | 0  | 0  | 0  | 0  | —  | — | — | — | — |
| Liiga totalt | Liiga totalt            | Liiga totalt | 104 | 19 | 38 | 57 | 30 | 10 | 2 | 3 | 5 | 2 |
| AHL totalt   | AHL totalt              | AHL totalt   | 79  | 23 | 28 | 51 | 32 | 5  | 0 | 2 | 2 | 0 |

### Internationellt
| Källa: Uppdaterad: 2019-11-17 | Källa: Uppdaterad: 2019-11-17 | Källa: Uppdaterad: 2019-11-17 |         | Utv = Utvisningsminuter | Utv = Utvisningsminuter | Utv = Utvisningsminuter | Utv = Utvisningsminuter | Utv = Utvisningsminuter |
| År                            | Lag                           | Mästerskap                    | Matcher | Mål                     | Assists                 | Poäng                   | Utv                     |                         |
| ----------------------------- | ----------------------------- | ----------------------------- | ------- | ----------------------- | ----------------------- | ----------------------- | ----------------------- | ----------------------- |
| 2015                          | Finland                       | Ivan Hlinka                   | 5       | 1                       | 0                       | 1                       | 6                       |                         |
| 2017                          | Finland                       | JVM                           | 6       | 0                       | 0                       | 0                       | 0                       |                         |
| 2018                          | Finland                       | JVM                           | 5       | 0                       | 2                       | 2                       | 4                       |                         |
| Junior totalt                 | Junior totalt                 | Junior totalt                 | 16      | 1                       | 2                       | 3                       | 10                      |                         |